# Pot'onggang-guyŏk
Pot'onggang-guyŏk (koreanska: 보통강구역) är en kommun i Nordkorea.   Den ligger i provinsen Pyongyang, i den sydvästra delen av landet. Huvudstaden Pyongyang ligger i Pot'onggang-guyŏk.